# لوییس آدولفو سیلس سالیناس
لوییس آدولفو سیلس سالیناس (انگلیسی: Luis Adolfo Siles Salinas؛ زاده ۲۱ ژوئن ۱۹۲۵ – درگذشته ۱۹ اکتبر ۲۰۰۵) سیاستمدار اهل بولیوی بود. وی از ۲۷ آوریل ۱۹۶۹ تا ۲۶ سپتامبر ۱۹۶۹ رئیس‌جمهور بولیوی بود.
لوییس آدولفو سیلس سالیناس در ۱۹ اکتبر ۲۰۰۵، در سن ۸۰ سالگی در لاپاز درگذشت.